# 高昌偰氏家传
《高昌偰氏家传》，元代谱系，欧阳玄撰，约成书于元顺帝元统二年（1334年），书中详细记载了高昌畏兀儿偰氏家族的源流、族属、兴起和在元代的政绩，是研究元代畏兀儿历史的重要参考资料。收录在欧阳玄的《圭斋集》（《圭斋文集》）卷十一、《国朝文类》（《元文类》）等书中。

## 偰氏家族
偰氏原本生活在和林城（今蒙古国哈尔和林）以北的偰辇杰河流域，因河得名。

## 作者简介
欧阳玄，字原功，号圭斋，浏阳人，延祐进士，官至翰林院学士承旨，曾参与修辽、金、宋史，为总裁官。